# Осіни-Дольне
Осіни-Дольне (пол. Osiny Dolne) — село в Польщі, у гміні Мокободи Седлецького повіту Мазовецького воєводства.
Населення — 139 осіб (2011).
У 1975-1998 роках село належало до Седлецького воєводства.

## Демографія
Демографічна структура станом на 31 березня 2011 року:
|          | Загалом | Допрацездатний вік | Працездатний вік | Постпрацездатний вік |
| -------- | ------- | ------------------ | ---------------- | -------------------- |
| Чоловіки | 76      | 16                 | 51               | 9                    |
| Жінки    | 63      | 11                 | 35               | 17                   |
| Разом    | 139     | 27                 | 86               | 26                   |